# Hoplophthiracarus berlesei
Hoplophthiracarus berlesei är en kvalsterart som först beskrevs av Wojciech Niedbała 1987.  Hoplophthiracarus berlesei ingår i släktet Hoplophthiracarus och familjen Phthiracaridae. Inga underarter finns listade i Catalogue of Life.